# Fontana Pretoria

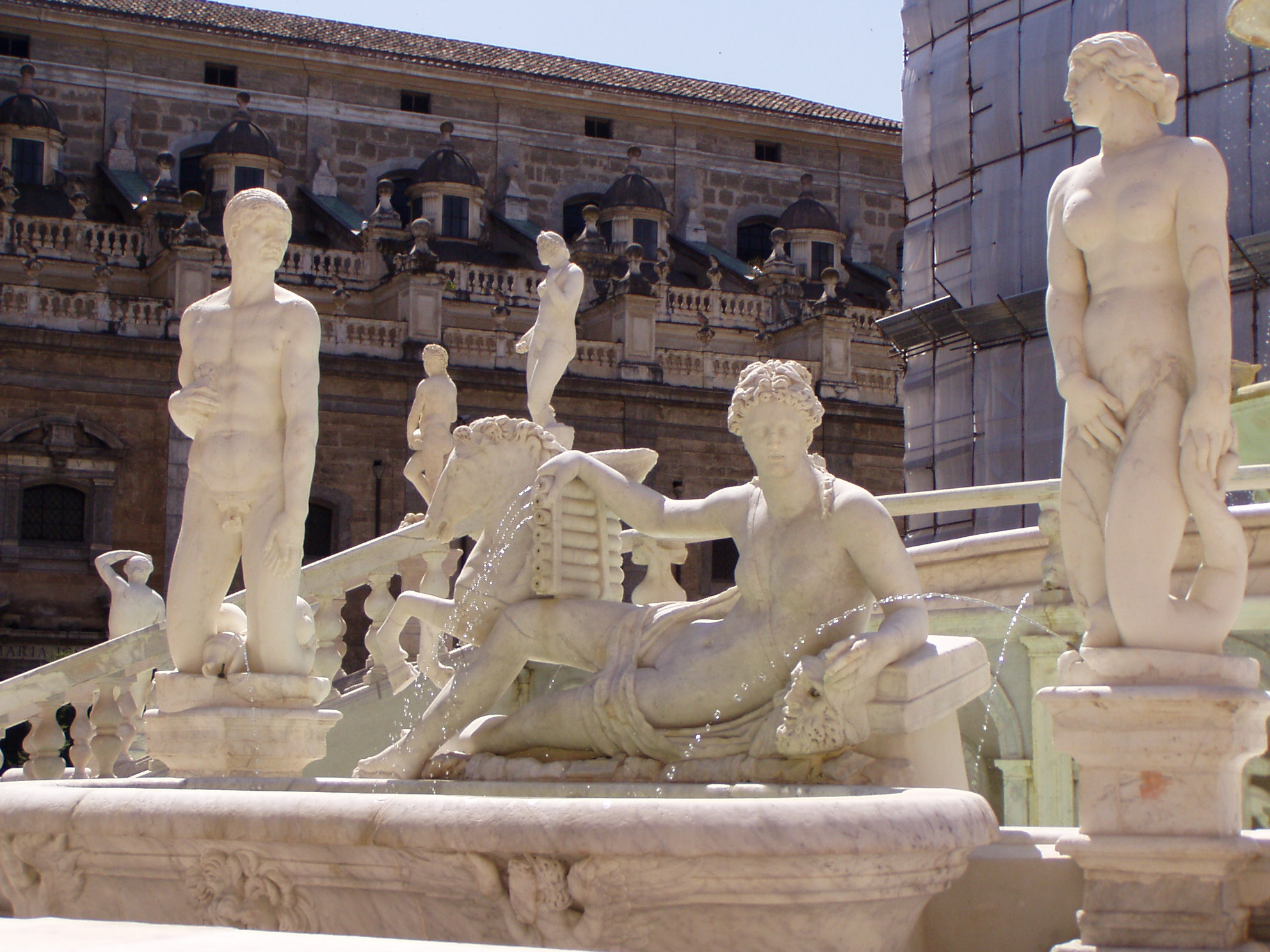
Fuente de Piazza Pretoria.

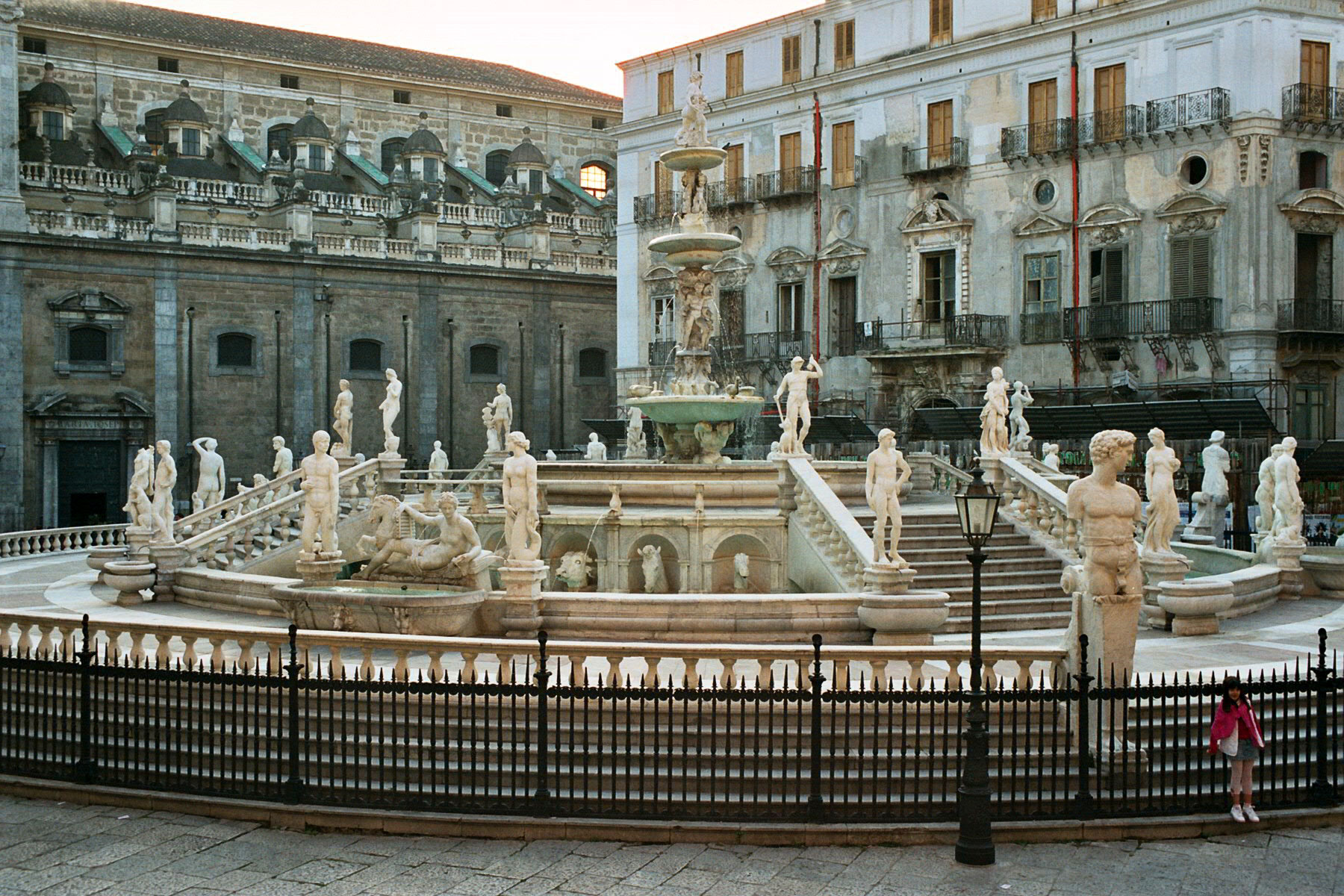
Vista general de la fuente

La Fontana Pretoria, situada en la Piazza Pretoria, en la ciudad de Palermo, en Sicilia, es quizá la fuente más curiosa de toda la ciudad.
Ocupa el centro de la plaza, y se levanta a un nivel más alto que la Vía Maqueda, que atraviesa uno de los lados de la plaza. Don Pedro de Toledo, suegro de Cosme I de Medici, Gran duque de Toscana, encargó a los escultores Francesco Camilliani y Michelangelo Naccherino una fuente para el jardín de su residencia florentina. Tras la muerte del comitente, en 1552, y gracias a la mediación de su hijo, García de Toledo, fue adquirida por el senado palermitano y traslada a su lugar actual. 
Las pilas con agua se disponen en tres niveles concéntricos, rodeados de estatuas representando monstruos, animales mitológicos, y los cuatro ríos de Palermo, el Oreto, el Papireto, el Gabriele y el Maredolce.
En su momento fue denominada la fuente de la vergüenza debido a la desnudez de las estatuas.
Existió una fuente gemela a esta, realizada por el mismo autor. No es seguro si esta otra fuente originalmente estuvo en el mismo Jardín Florentino o fue creada exclusivamente para el Jardín del III Duque de Alba Fernando Álvarez de Toledo, familiar directo de los dueños Florentinos. Dicho Jardín se sitúa en la localidad cacereña de la Abadía, la fuente permaneció varios siglos y en algunas referencias de la época la consideran como una de la más grandiosas de España. Hoy en día este jardín se encuentra lamentablemente abandonado y la fuente destruida, solo se puede encontrar algunas pilas y ruinas de estatuas.

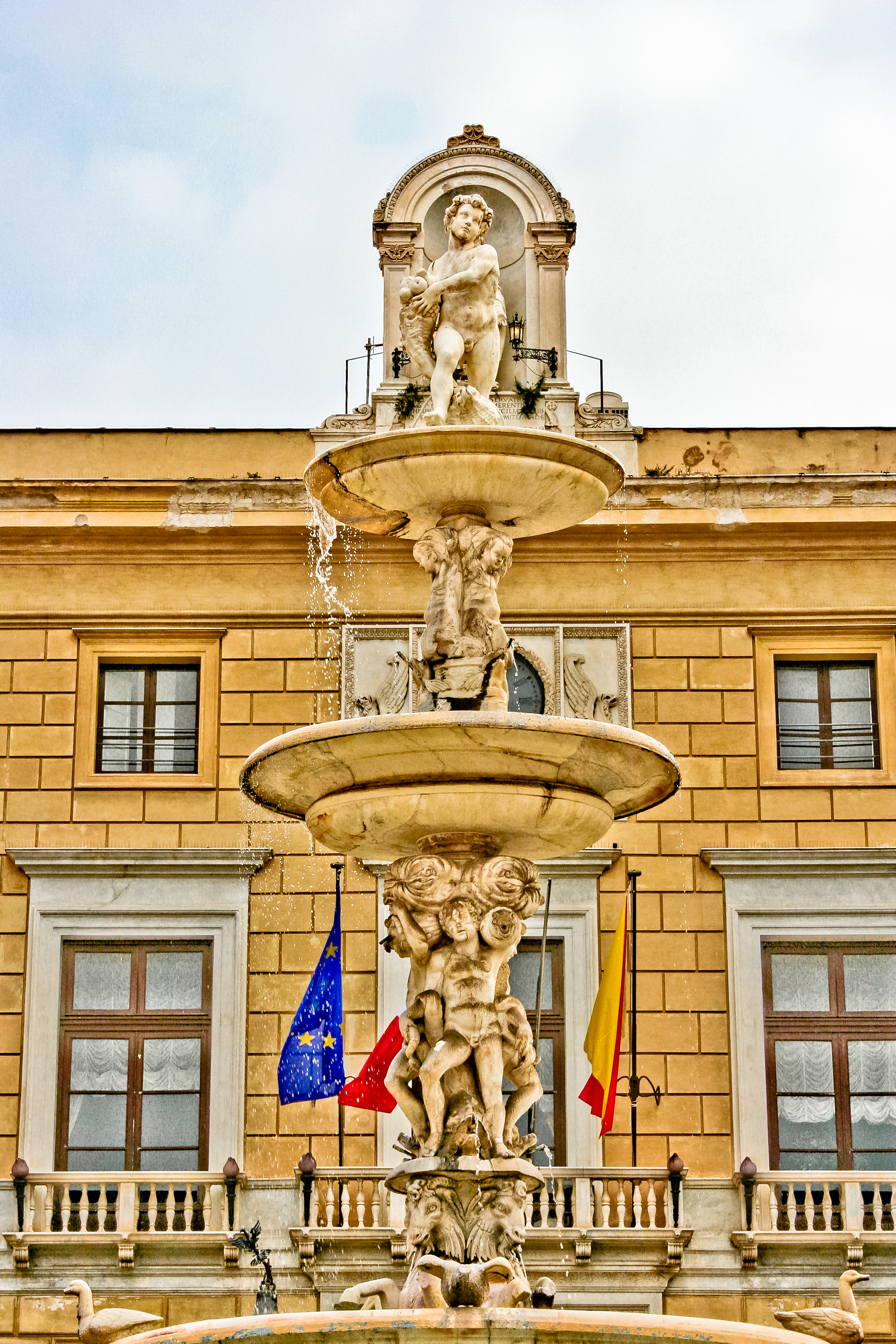
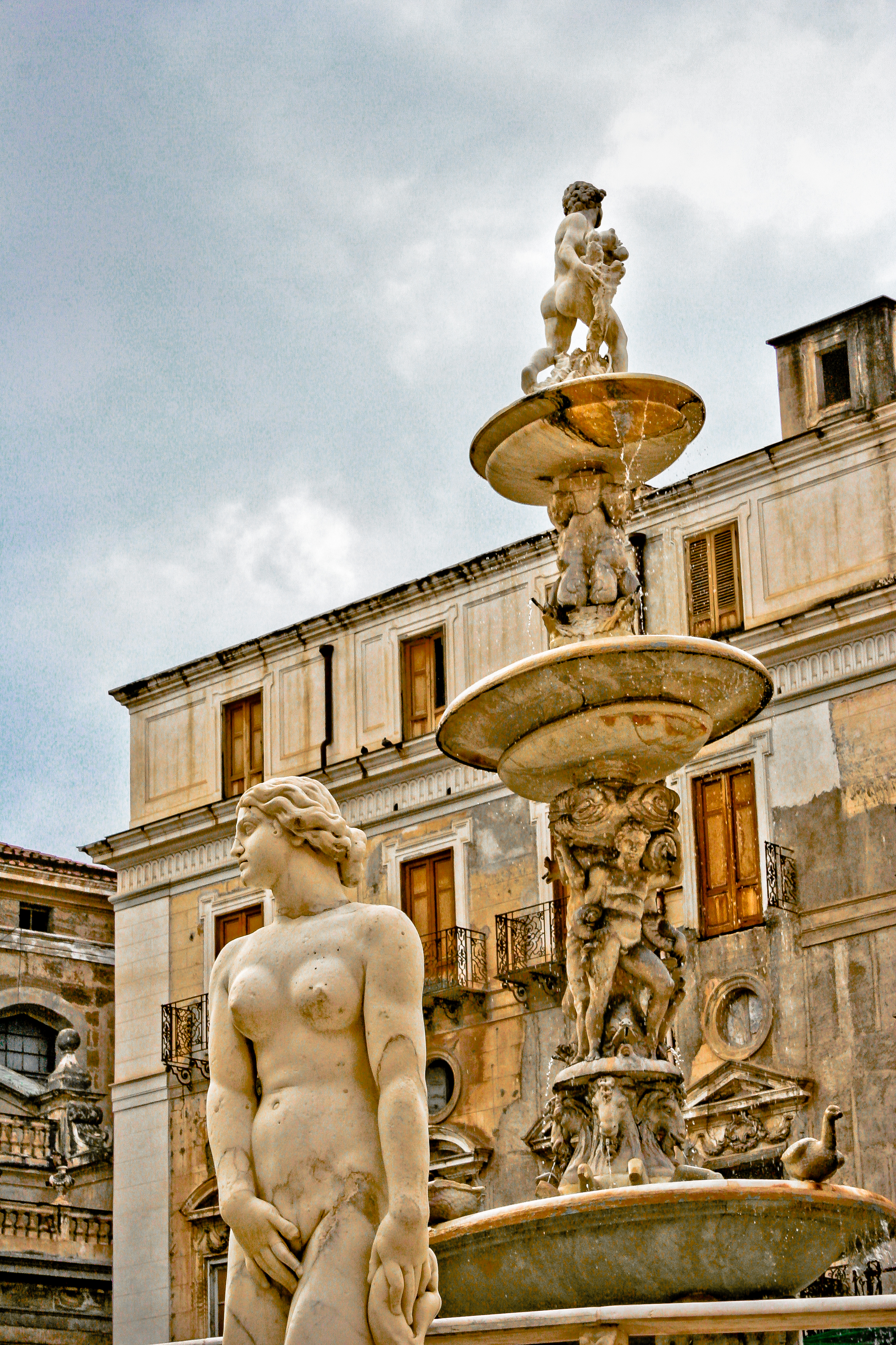
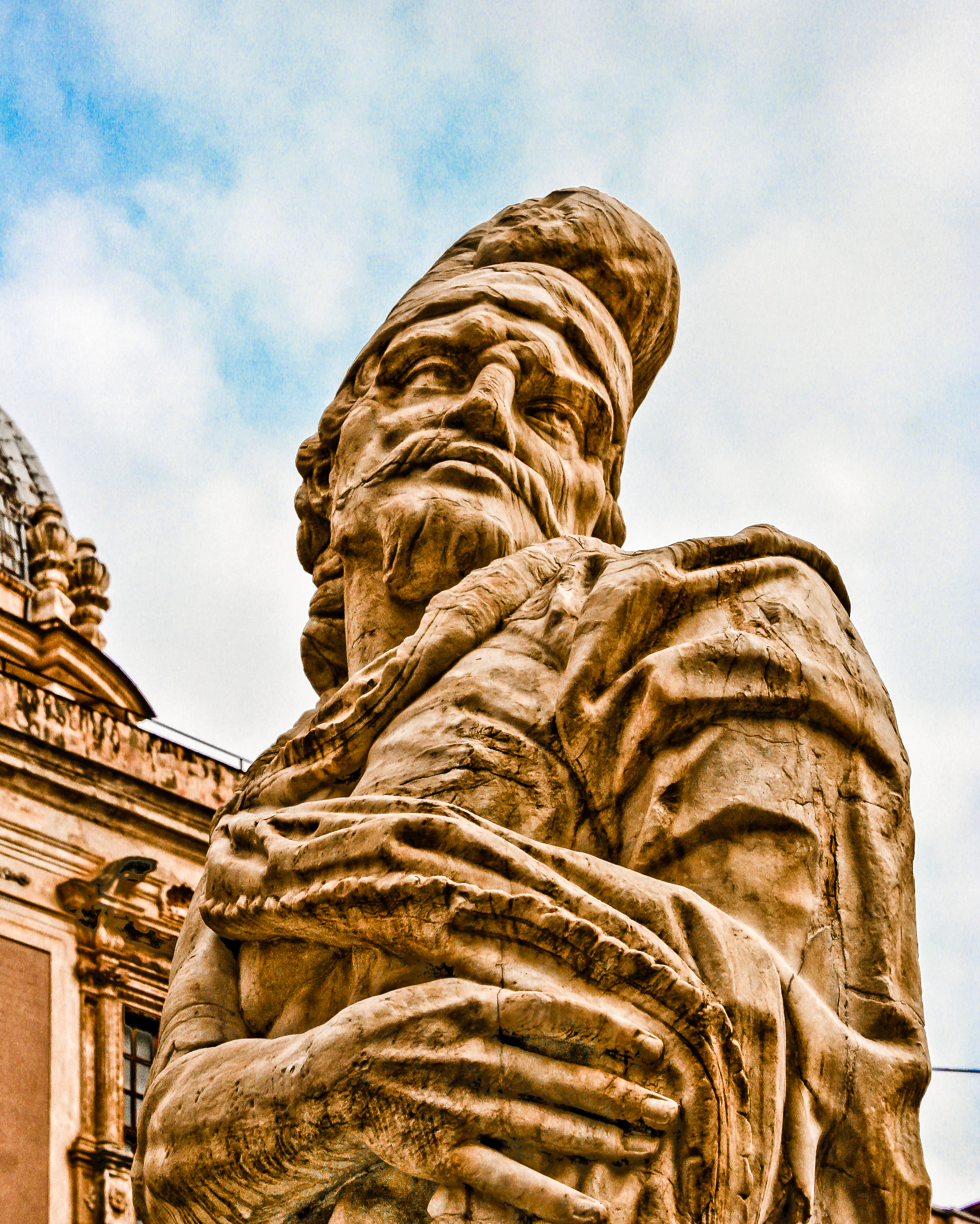

- Datos: Q1435817
- Multimedia: Fontana pretoria (Palermo) / Q1435817